# Sanderlei Parrela
Sanderlei Claro Parrela (né le 7 octobre 1974 à Santos) est un ancien athlète brésilien, pratiquant le 400 m. Il est l'actuel recordman d'Amérique du Sud sur cette épreuve avec un temps de 44 s 29, record qu'il a établi en prenant la deuxième place des Championnats du monde de Séville, juste derrière l'Américain Michael Johnson.
Il détient en 2 min 58 s 56 le record du Brésil du relais 4 × 400 m avec ses coéquipiers Claudinei da Silva, Eronilde de Araújo et Anderson dos Santos, obtenu le 30 juillet 1999 aux Jeux panaméricains à Winnipeg.
L'année suivante, aux Jeux olympiques à Sydney, il termine quatrième du 400 m, toujours remporté par Johnson.